# Sint-Rochuskapel (Neu-Moresnet)

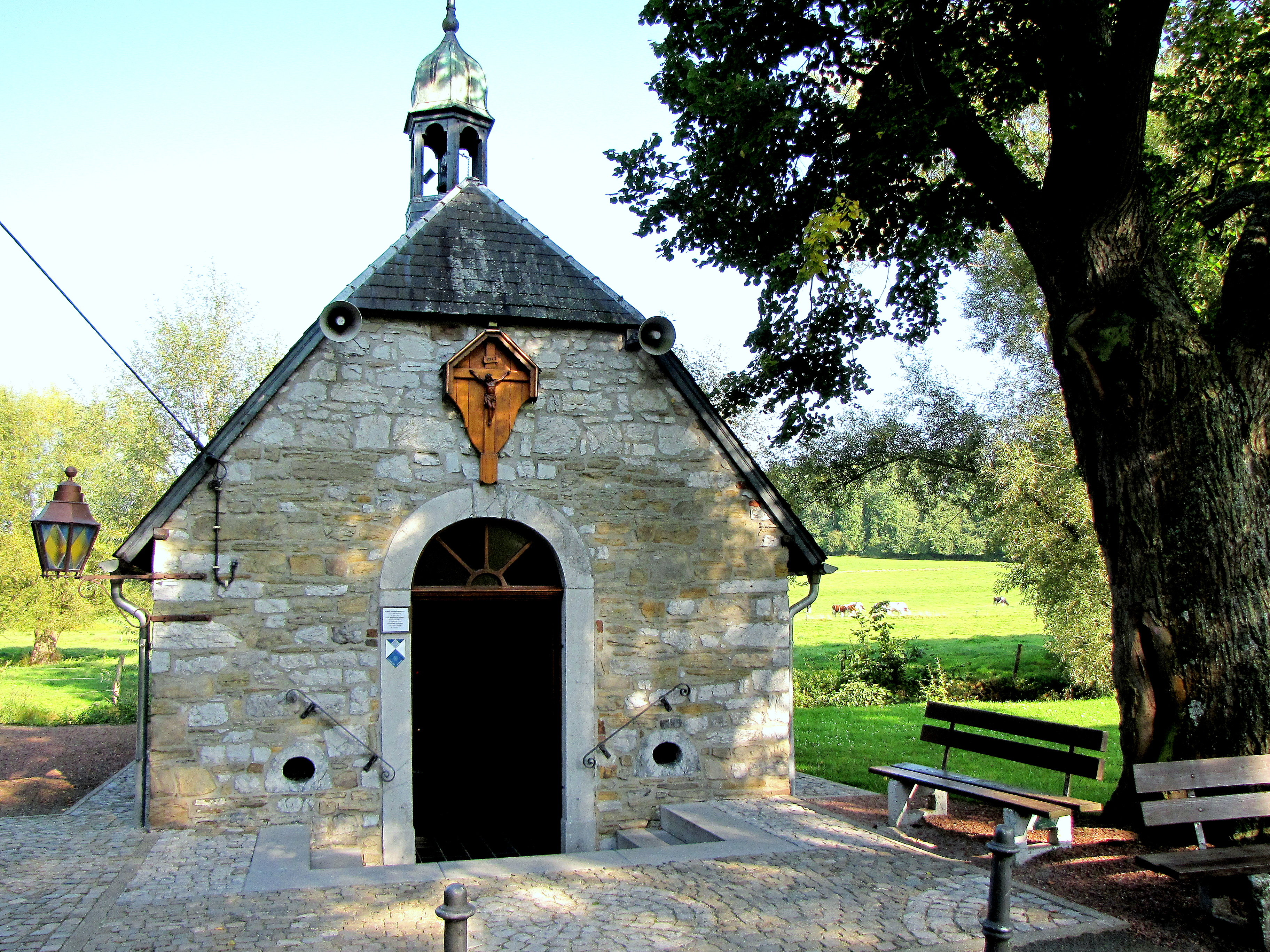
Sint-Rochuskapel

De Sint-Rochuskapel (Rochuskapelle) is een kapel in de tot de Belgische gemeente Kelmis behorende plaats Neu-Moresnet.
Het is een in breuksteen opgetrokken kapel onder wolfsdak, met een dakruiter. De kapel werd opgetrokken in het oude centrum van Kelmis en de eerste schriftelijke vermelding is van 1646, maar mogelijk is de kapel iets ouder. Het klokje in de dakruiter is van 1651. In 1662 kwam er een rector die dagelijks de Mis moest lezen hetzij in de kapel, hetzij op het terrein van de zinkmijn. In de 2e helft van de 17e eeuw had de kapel te lijden onder vandalisme van de Franse troepen die rondzworven in deze streek. De kapel werd steeds hersteld.
Bij verbouwingswerkzaamheden in het interieur werd een altaarsteen aangetroffen die op een hogere ouderdom van de kapel duidde. Deze werd in de muur ingemetseld. Ook in 2004 vonden restauratiewerkzaamheden plaats.